# 令狐熙
令狐 熙（れいこ き、生没年不詳）は、北周から隋にかけての官僚・政治家。字は長熙。本貫は敦煌郡效穀県。一族は早くに宜州華原県に移り住んでいたので、華原の人とも言う。

## 経歴
北周の大将軍・始豊二州刺史の令狐整の子として生まれた。書籍を広く通覧して、三礼に最も明るく、騎射を得意とし、音律に詳しかった。経書に通じていたことから吏部上士を初任とし、まもなく都督・輔国将軍に任じられ、夏官府都上士に転じ、有能で知られた。
母が死去したため職を去って喪に服した。喪が明けると、小駕部に任じられたが、573年（建徳2年）に父が亡くなったため、再び喪に服した。575年（建徳4年）、武帝が親征して河陰の戦いが起こると、令狐熙は喪服のまま従軍するよう命じられた。長安に帰って職方下大夫の位を受け、彭陽県公の爵位を嗣いだ。武帝が北斉を平定すると、令狐熙は留守の功により、600戸を増封された。位は儀同に進み、司勲中大夫・吏部中大夫を歴任した。
581年（開皇元年）、文帝が隋を建てると、令狐熙は本官のまま納言の事務を代行した。まもなく司徒左長史に任じられ、上儀同の位を加えられ、爵位は河南郡公に進んだ。吐谷渾が西辺を侵したため、令狐熙は行軍長史として元帥の元諧に従って吐谷渾を討ち、功績により上開府の位に進んだ。ちょうど蜀王楊秀が蜀に出向するところに居合わせ、令狐熙は益州総管長史とされた。着任しないうちに、滄州刺史に任じられた。ときに山東地方は北斉から統治を引き継いだときの失敗で、戸口の名簿や登記が実際と合わなかった。令狐熙は地方を巡って説得し、1万戸を新たに登録させた。在職すること数年で、礼教の教化が広まり、「良二千石」と称された。584年（開皇4年）、文帝が洛陽に行幸し、令狐熙が洛陽を訪れると、滄州の官吏や民衆たちは令狐熙が転任するのではないかと恐れ悲しんだ。令狐熙が滄州に再び帰ってくると、人々は歓呼で迎えた。滄州では白烏・白麞・嘉麦が獲得され、庭前の柳樹に甘露が降るなどの瑞祥があったとされる。588年（開皇8年）、令狐熙が河北道行台度支尚書に転任することとなり、滄州の官吏や民衆たちは令狐熙を顕彰する頌徳碑を相次いで立てた。
河北道行台が廃止されると、令狐熙は并州総管司馬に任じられた。後に長安に召還されて雍州別駕となった。まもなく長史となり、鴻臚卿に転じた。後に本官のまま吏部尚書を兼ね、判五曹尚書事をつとめた。文帝が泰山を祀って帰る途中、汴州に立ち寄ると、街が繁盛して悪漢がはびこっているのを憎んだ。そこで文帝は令狐熙を汴州刺史とした。令狐熙は職工や商業を抑制し、開放的な街の門戸を閉ざし、船客は城郭の外に居住させ、移住者を郷里に帰させた。滞留していた刑事裁判の判決を下し、禁令は守られたので、良政と讃えられた。文帝は相州刺史の豆盧通に命じて、令狐熙の統治手法を学ばせた。この年に令狐熙が長安の朝廷を訪れて、成績考査が行われると、天下の最上位とされた。
嶺南の少数民族が反乱したことから、令狐熙は長安に召し出されて桂州総管十七州諸軍事に任じられ、従事や刺史以下の官を補任する裁量を与えられて南方に赴任し、武康郡公に改封された。令狐熙は着任すると、寛容な政策を展開して、渓洞の渠帥たちを相次いで帰順させた。城邑を建て、学校を開設して、礼教の教化につとめた。
陳の滅亡後に隋に帰順して安州刺史となった甯猛力（甯長真の父）は、険阻な地に拠っていることをたのみに令狐熙に会おうとしなかった。令狐熙は手ずから書状を書いて交友を申し出て、甯猛力の母が病に悩んでいると聞くと、薬を贈った。甯猛力はこれに感じいって、総管府を訪れて令狐熙に面会を求め、恭順を示した。令狐熙は州県に同名のものが多いことから、安州を欽州に、黄州を玉州に、興州を峰州に、利州を智州に、徳州を驩州に、東寧州を融州に改めるよう上奏し、文帝に聞き入れられた。在職すること数年、上表して引退を願い出たが、文帝に許可されなかった。
令狐熙は交州渠帥の李仏子に入朝を求めた。李仏子は反乱を企図していたため、冬まで待って欲しいと時期を引き延ばした。令狐熙も繋ぎとめを意図して、それを受け入れた。ある人が令狐熙は李仏子から賄賂を受け取って隠していると訴えた。文帝はこれを聞いて令狐熙を疑い、使者を派遣して令狐熙を拘束し長安に連行するよう命じた。令狐熙は永州までいたって、憂憤のため病を発して死去した。享年は63。文帝の怒りは解けず、令狐熙の家財は没収された。602年（仁寿2年）、行軍総管の劉方が李仏子を捕らえて長安に送り、李仏子が令狐熙に贈った賄賂が実在しないことが言上されると、令狐熙の名誉は回復された。文帝は令狐熙の四男を召し出して仕官させた。

## 子女
- 令狐達
- 令狐徳棻

## 伝記資料
- 『隋書』巻56 列伝第21
- 『北史』巻67 列伝第55